# Omar Derouich
Omar Derouich (Igwelmimen, 1960) è un poeta e traduttore marocchino.

## Biografia
Derouich è nato nel 1960 nel villaggio di Igwelmimen nel sud-est del Marocco. Omar Derouich è un insegnante e padre di tre figli. Membro della associazione socioculturale Tilelli di Tizi-n-Imnayen (Goulmima), una delle prime associazioni culturali berbere in Marocco, la maggior parte delle poesie di Derouich sono state cantati da molti artisti marocchini.
La sua prima raccolta di poesie bilingue berbero e catalano Anfara (disgelo) è pubblicato in Catalogna, nel marzo del 2005. Nel 2008 Derouich ha pubblicato la sua seconda raccolta di poesie chiamata Taskiwin. Nel 2010 ha pubblicato a Parigi con Lhoussain Azergui e Muhand Amezyan un libro intitolato Is nsul Nedder? (Siamo ancora vivi?).

## Poesie
- Ulash smah ulash
- Zayd u Hmad (poesia dedicata al condottiero berbero marocchino Zayd ou Hmad)
- Tidawt n tkendawt  (l'amicizia d'imbroglio)
- Tawrghi n tayri (amore pallido)
- Atig n yu (valore di mia madre)
- Tujey-i-d tutlayt-inu (la mia lingua mi raggiunge)